# Olla podrida
Olla podrida es el nombre popular de un guiso originario de la cocina española, presente ya en la gastronomía de la Edad Media, y encuadrado dentro de la familia de los cocidos. Toma su nombre del recipiente en el que tradicionalmente se cocina. Es un plato fuerte, adecuado por tanto para el invierno. Es típico de distintos lugares de Latinoamérica y España, y tiene especial tradición en Castilla y León, principalmente en la provincia de Burgos.

## Nombre
Se ha extendido la versión que recogió Sebastián de Covarrubias por la cual el nombre procedería de olla poderida, y que  «poderida» en castellano antiguo significaría «poderosa» en el sentido de olla de los poderosos, ya que sólo los pudientes podían acercarse a este plato; o bien refiriéndose a los ingredientes «poderosos», que daban mucho poder o fuerza. Para ello la e habría desaparecido por procesos de evolución de la lengua, quedando la palabra como podrida, confundiéndose con el tiempo con la acepción de pudrir. Contra la veracidad de esta teoría existe la evidencia que la palabra «poderida» no ha existido en la lengua castellana en ningún momento de su historia.[cita requerida]
Sin embargo, también es posible que la palabra "podrida" se haya usado siempre en su sentido habitual de pudrir, con intención irónica. Citando a Covarrubias, «[...] en cuanto se cuece muy despacio, que casi lo que tiene dentro viene a deshacerse, y quedar como la fruta que se madura demasiado».

## Historia
Hay autores que denominan a este cocido la comunión de las carnes, las hortalizas y legumbres. El escritor del Siglo de Oro Calderón de la Barca describe la olla podrida como la «princesa de los cocidos», siendo el más emblemático de la época.
En el siglo XIX la palabra adquirió —incluso en Francia— la acepción de «composición musical formada de fragmentos o temas de obras diversas». Y fue precisamente con esa acepción musical como Francia devolvió a España la olla podrida ya afrancesada, con la palabra popurrí (en francés, pot pourri). Se dice «la orquesta interpretó un popurrí de...» porque suena mejor que decir que «interpretó una olla podrida de...». Tal es el uso más frecuente de popurrí, que sin embargo puede emplearse para aludir a cualquier mezcla de cosas diversas, significado que de hecho es su primera acepción en el Diccionario de la Real Academia Española.

### Variantes hispanoamericanas
En Argentina y Uruguay, ya desde el Virreinato del Río de la Plata (se considera que desde la expedición comandada por Fernando de Magallanes ca. 1520) eran comunes las ollas podridas criollas que incluían carnes del país (llamas, guanacos, ñandúes etc. aunque muy pronto merced a la extraordinaria  proliferación de vacunos  se dio preferencia a las carnes rojas de vaca  y especialmente vegetales del país rioplatense: papas, batatas, zapallos, choclos, porotos, zanahorias,  ajíes e incluso en las zonas norestinas del Cono Sur también mandioca, con menos porcentaje de repollo y garbanzos, de este modo la olla podrida rioplatense dio lugar al puchero argentino-uruguayo y rioplatense en general cuyo consumo suele hacerse principalmente en los días fríos del Cono Sur (entre mayo y septiembre).
En Puerto Rico y Colombia la olla podrida evolucionó al sancocho, plato que en cada región tiene diferentes versiones, que van desde el "trifásico" costeño que lleva tres carnes: cerdo, pollo y res; en las demás se hace de gallina o res, pero siempre acompañado de yuca, plátano, papa y adobo.
En Cuba, es el antecedente del ajiaco, el plato nacional de la cocina cubana, rico en yuca, boniato, papa, malanga (blanca y amarilla), ñame, maíz (en mazorcas y en bolitas de maíz tierno), calabaza, plátano (verde y maduro) , agujas, morro, cachetes y masas de cerdo, falda, pollo (a preferir gallina) y tasajo, en el adobo el condimento especial es el ají (pimiento), además de cebolla, tomates, ajos, sal y manteca de cerdo.
En Costa Rica, derivó en olla de carne, muy popular en la comida criolla y tradicional. Se prepara a base de verduras y distintos tipos de carne, especialmente la de res y pollo. Antaño era el plato tradicional para la cena, especialmente en las familias de menos recursos. Contiene principalmente vegetales autóctonos como el chayote, camote, yuca, papa, zanahoria y elotes, aunque es normal complementarla con otros ingredientes como el ñame, los tacacos y el ayote. La olla de carne en Costa Rica se sirve normalmente con arroz, cocinándose éste muchas veces como parte del plato o bien aparte. Los vegetales que sobran se preparan en "puré de verduras" al día siguiente.
En México se le han integrado elementos vernáculos como el chile o el xoconostle, aunque en ciudades como Perote se sirve del modo tradicional.
En Perú el cocido que mejor ha preservado la herencia de la olla podrida es el shámbar; tradicional en el departamento de La Libertad. Otro cocido en el que las legumbres ceden su protagonismo a las verduras diversas es el sancochado plato típico de su gastronomía y variante mestiza de la olla podrida o el cocido madrileño. Consiste en una sopa a base de carne, tubérculos y verduras. Se ha hecho tradicional en la ciudad de Lima su consumo los días jueves; hoy es una de las sopas más populares del Perú.

## En la literatura
En el Quijote, Cervantes pone en boca del escudero y gobernante Sancho estas palabras mientras discutía cual plato de una mesa es más saludable: «...aquel platonazo que está más adelante vahando me parece que es olla podrida, que por la diversidad de cosas que en tales ollas podridas hay, no podré dejar de topar con alguna que me sea de gusto y provecho...».
La Regenta, de Leopoldo Alas "Clarín", comienza: "...Vetusta, la muy noble y leal ciudad, corte en lejano siglo, hacía la digestión del cocido y de la olla podrida".
En El conde de Montecristo, Alejandro Dumas pone en boca de Edmundo Dantés: “—Si me conocieseis mejor —respondió sonriéndose el conde—, no os preocuparíais por un cuidado casi humillante para un viajero como yo, que ha pasado sucesivamente con los macarrones en Nápoles, la polenta en Milán, la olla podrida en Valencia, el arroz cocido en Constantinopla, el karri en la India y los nidos de golondrinas en China.”

## Ingredientes
Varían en función de la región o país que la cocine. Así, la olla podrida española tiene entre sus principales ingredientes la alubia (judía) roja, cocinada en olla de barro durante varias horas (de ahí su nombre) hasta que quedaban blandas. A la olla se le añaden los siguientes ingredientes cárnicos fuertes: morcilla de arroz, chorizo, adobados, curados y ahumados (costilla, panceta, oreja y morro del cerdo o pezuñas). También en ocasiones se añade la bola o relleno (similar al cocido), realizado con huevo.
En función de la geografía, se suelen servir primero las verduras en el plato, después la carne y por último el caldo, que debe estar caliente.
Domingo Hernández de Maceras en su Libro del Arte de Cozina (1607) en el  capítulo LIV que tiene por título: Cómo se ha de  hazer una olla podrida dice: 

Para hazer una olla podrida, se le ha de echar carnero, vaca, tocino, pies de puerco, testuz, longanizas, lenguas, palomas, lavancos, liebre, lenguas de vaca, garvanços, ajos y nabos si es su tiempo, y la carne que cada uno quisiere. Se ha de mezclar todo en una olla y ha de cozer mucho. Llevará sus especias; y después de bien cozida, se harán platos de ella, con mostaza de mosto o de otra, y por encima los platos échale perexil y es muy bueno.